# 宮城県南三陸高等学校
宮城県南三陸高等学校（みやぎけん みなみさんりくこうとうがっこう、Miyagi Prefecture Minamisanriku High School）は、宮城県南三陸町志津川字廻館にある県立高等学校。2023年度（令和5年度）より、それまでの校名宮城県志津川高等学校（みやぎけん しづがわこうとうがっこう）から改称された。

## 設置学科
- 全日制課程
  - 普通科
  - 情報ビジネス科

通常1学年4クラスから編成されている。校訓は「真・和・敬」。当校の教育方針は校訓のもと、知性を磨いて真理を探求し、自他を敬愛できる寛容と協和の心を持った、誠実で愛情豊かな人材の育成をめざす。
1996年度より学科改編を行い、商業科を情報ビジネス科に改編し、普通科にも大規模な類型選択制を取り入れた。さらに2003年度から、南三陸町内の4つの中学校（志津川中学校、入谷中学校〈2009年度より志津川中学校に統合〉、戸倉中学校〈2014年度より志津川中学校に統合〉、歌津中学校）との間で、県内初の地域連携型中高一貫教育を開始した。

## 沿革
- 1924年（大正13年） - 町立志津川実科高等女学校として志津川小学校内に開校。初代校長は千葉昌治。
- 1931年（昭和06年） - 2年制の実科高等女高校となる。
- 1937年（昭和12年） - 志津川大火で、併設開校された志津川小学校が焼失。1940年（昭和15年）に新校舎落成。
- 1943年（昭和18年） - 宮城県志津川高等女学校と改称。初代高等女学校校長は末長有。
- 1946年（昭和21年） - 2月25日に志津川町長が文部大臣に5年制へ変更許可申請を行う。3月30日に教育勅令201号により5年制高等女学校に変更される。
- 1948年（昭和23年） - 宮城県志津川高等学校に名称変更し、男女共学となる。新制初代校長に尾形文雄。5月7日に新校舎が落成し移転。7月1日に定時制課程中心校である入谷分校・歌津分校設置を行い、10月4日に歌津分校開校式挙行。12月11日に校訓「真・和・敬」制定。
- 1949年（昭和24年） - 生徒会誌「旭朋」第1号創刊。
- 1950年（昭和25年） - 新制初代校長の尾形が死去し、2月9日に初の学校葬が執り行われる。
- 1960年（昭和35年） - チリ地震津波で町内の被害甚大、被災者のため校舎開放。
- 1965年（昭和42年） - 3月31日定時制入谷分校・歌津分校廃止、4月1日に生徒募集停止。
- 1969年（昭和44年） - 商業科設置。
- 1970年（昭和45年） - 廻館校舎の北校舎、体育館竣工。
- 1975年（昭和50年） - 全国高等学校野球選手権宮城大会において東北大会へ進出。
- 1978年（昭和53年） - 廻館校舎の西校舎が竣工。
- 1989年（平成元年）  - 文化祭の名称が校名由来の「志高祭」から「旭ヶ浦祭」に改称。
- 1990年（平成02年） - 制服改定、ブレザータイプへ変更となる。新制初代校長である尾形の遺族より西雅秋製作のブロンズ像が寄贈され、尾形杯が創設される。
- 1996年（平成08年） - 学科改編によりこの年の入学生より商業科を廃止、より資格取得に特化するため情報ビジネス科を設置。
- 2003年（平成15年） - 連携型中高一貫教育開始。
- 2010年（平成22年） - 制服改定、 新デザイン採用のブレザーに変更。
- 2011年（平成23年） - 3月11日に東日本大震災が発生、校舎に大きな被害はなかったものの、水道が使用できなくなり、また校地が避難所になったため、近隣の登米高校と上沼高校に分散して授業を実施。8月より元に戻っての授業となる。
- 2023年（令和05年） - 校名を宮城県南三陸高等学校に改称[2]。同時に全国募集を開始[3]。

## 校章
三光三波の数意は創立以来の校訓「真和敬」を指し、これを中央の円、すなわち旭に結びつけ、そのまろやかさ、平和、至誠をも併せ具現せんとの考えを表したもの。

## 教育課程

### 情報ビジネス科
情報処理および経営に関する知識と技術を習得し、産業や経済の変化に幅広く対応でき、ビジネスに関する情報を適切に処理する能力と態度を育てることを目標とする。専門的な資格の習得や民間企業への就職・専門学校への進学が期待されている。情報ビジネス科は通常1組が該当クラスになり、3年間クラス替えがない。

### 普通科
1年次は全員同一科目を履修するが、英数は第1回目のテストの結果により1年次から応用クラスと通常クラスに分かれる。2年次より地域創造系・文理系の2類型に分かれる。地域創造系は、地域資源を活用した課題解決型学習を通して地域起業家人財の育成に努め、大学・専門学校への進学や公務員、民間就職など幅広い進路に対応している類型である。文理系は、主に大学進学希望者を対象とし、共通テストの受験にも対応したカリキュラムで、国公私立大学への進学に対応している類型である。

## 校舎
現在使用されている廻館校舎は上空から見るとカタカナの「エ」の形をしている。左上部端が独立しており、この部分が「文理類」にあたる2年4組と3年4組の専用校舎（西校舎）である。現在の校舎は1970年に旧校舎である上の山校舎より移転、その後1978年に西校舎が増築され現在の形となった。昇降口近くに、チリよりチリ津波30周年記念の友好の証として寄贈され、かつて町内の松原公園にあったモアイ像が鎮座している。これは2011年に発生した東日本大震災における津波によって台座などが破損したものの、同公園内で頭部が見つかったため移設された。
1948年から1967年まで設置されていた夜間定時制の歌津分校校舎は、現在も歌津中学校の隣に現存しており、南三陸町民俗資料館として利用されている。
西校舎
- 1F - 3年3・4組
- 2F - 2年3・4組
- 3F - ワープロ室

南校舎
- 1F - 生物室・調理室
- 2F - 化学室・被服室
- 3F - 物理地学室・音楽室

北校舎
- 1F - 保健室・事務室・校長室・大講義室・多目的トイレ 他
- 2F - 図書館・職員室・進路指導室・進路学習室 他
- 3F - 美術室・視聴覚室・LL教室・講義室・商業実践室 他

## 生徒の全国募集
東日本大震災の影響で南三陸町の人口が大幅に減ったことを受け、当校の生徒数も2011年度の392名から2021年度は173名と大きく減少していた。当校が統廃合の対象となる可能性を危惧した南三陸町長の佐藤仁が宮城県教育委員会に当校生徒の全国募集を提案した結果、2023年度から当校において地域みらい留学制度を導入し、「南三陸kizuna留学生」の名称で生徒の全国募集を開始した。佐藤は自ら入試の面接官を担当するほか、入学した留学生の身元引受人も務める。
2023年度に入学した1期生は山形県・東京都・神奈川県・千葉県からの5名、翌2024年度入学の2期生は10名が集まった。学生寮は東日本大震災後に使われていた復興工事作業員の宿舎を転用している。

## 尾形杯
初代校長の名前にちなんで「尾形杯」と名付けられた、クラス同士が年間を通じて競うイベントがある。「合唱コンクール」「体育祭」「文化祭」「マラソン大会」の4つの行事において、優勝なら10点、2位なら5点というようにそれぞれ加点していき、最後の行事であるマラソン大会終了時に総合点を争う。優勝したクラスには青銅のトロフィーが授与される。

## 学校歌・応援歌
旧制時代の校歌・応援歌、新制からの校歌・応援歌あわせて12曲ある。旧制時代に制定された多くの応援歌が現在も使用されている。
現在使われている校歌の3番目の歌詞の一節「さらば 三年（みとせ）の花紅葉」は、定時制分校であった歌津分校・入谷分校では、修業年限が4年制だったため、分校生により分校式典などで「さらば 四年（よとせ）の花紅葉」と改められて歌われていた。しかし定時制分校廃止に伴い、その歌詞は使用されなくなった。また、入谷分校には1951年に準校歌『入谷分校通学歌』が制定されたが、これも定時制廃止により歌われなくなった。

## 部活動
出典: 

### 運動部
- 弓道部
- 剣道部
- 硬式野球部
- 男子サッカー部
- 柔道部
- 女子ソフトテニス部
- 卓球部
- 男子バスケットボール部
- バドミントン部
- 女子バレーボール部
- 陸上競技部

### 文化部・愛好会等
- 音楽部
- 軽音楽部
- 自然科学部
- 商業部
- 総合文化部（手芸班・美術班）
- 郷土芸能愛好会
- 防災クラブ
- モアイサークル

## 交通
出典：
- JR気仙沼線BRT志津川中央団地駅から徒歩約20分、または志津川駅から徒歩約15分
- JR気仙沼線BRT志津川駅から南三陸町乗合バスに乗車（3分）

## 出身者
- トッカグン